# قبائل البلطيق (فلم)
قبائل البلطيق: الوثنيون الأخيرون في أوروبا ( (باللاتفية: Baltu ciltis: Eiropas pēdējie pagāni) : Baltu ciltis: Eiropas pēdējie pagāni
) هو فيلم وثائقي علمي شهير في لاتفيا لعام 2018 شارك في إخراجه لوريس أوبيلي ورايتيس أوبيل حول شعب البلطيق في القرن الثالث عشر. يتألف الفيلم من إعادة بناء تاريخية ومشاهد حركة حية ورسوم متحركة حاسوبية تكملها رواية صوتية من قبل خبراء علميين في هذا المجال.
في عام 2016 حصل الفيلم على تمويل من الصندوق الخاص مركز الفيلم الوطني للاحتفال بالذكرى المائة لتأسيس جمهورية لاتفيا. في عام 2018، تم ترشيح قبائل البلطيق لجائزة مهرجان Lielais Kristaps National Film Festival في فئة «أفضل فيلم وثائقي». في 21 أكتوبر 2018 عرض قبائل البلطيق لأول مرة في الولايات المتحدة في مهرجان أفلام البلطيق الذي يقام في البيت الاسكندنافي.